# Bryophryne

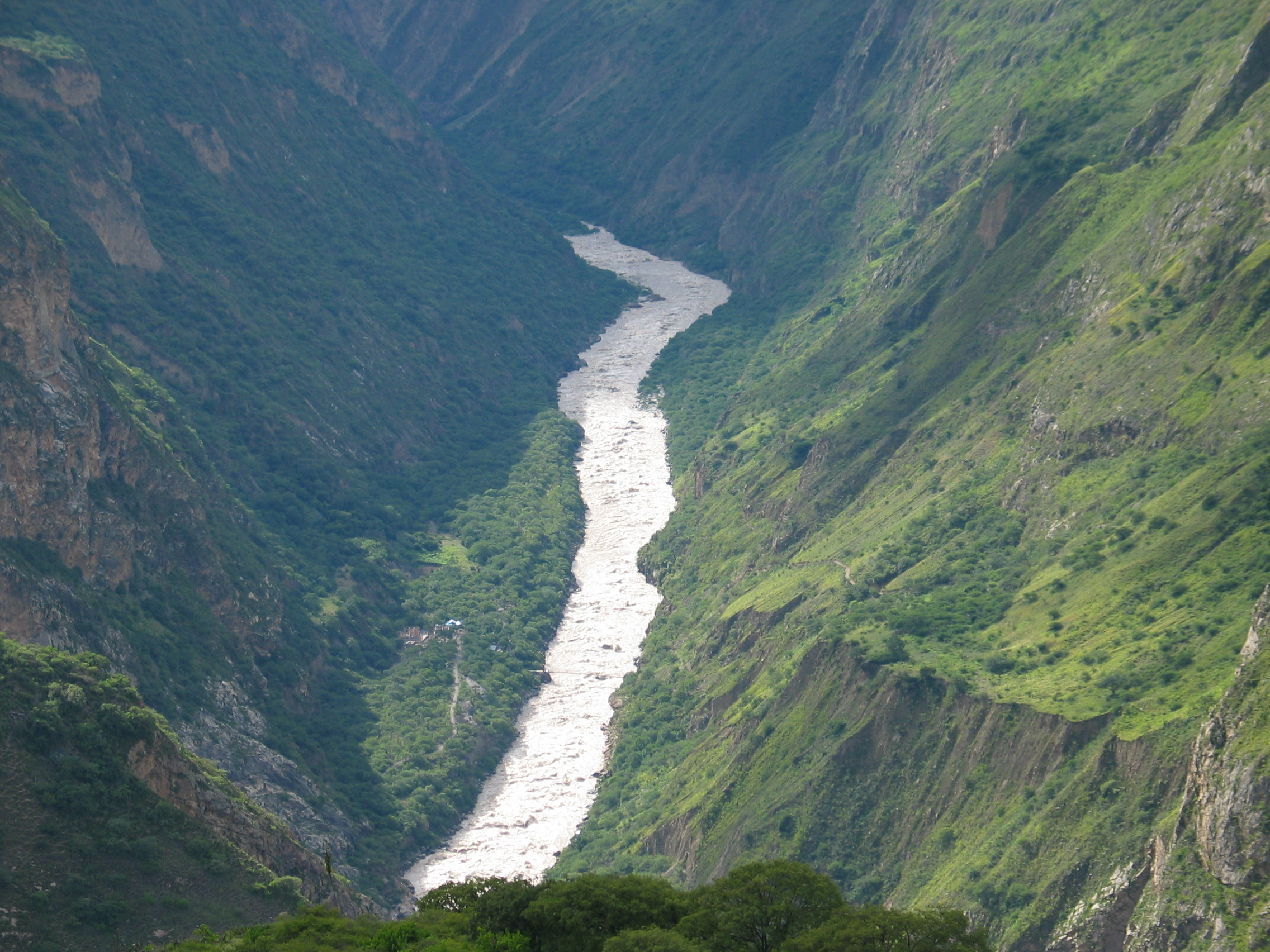
Der Río Apurímac bildet die Grenze zwischen den Verbreitungsgebieten der Gattungen Bryophryne und Phrynopus.

Bryophryne ist eine Gattung der Froschlurche aus der Familie Strabomantidae. Die Gattung wurde 2008 aufgestellt, als die Gattung Phrynopus aufgrund molekulargenetischer Untersuchungen in mehrere Gattungen aufgeteilt werden musste. Typusart der Gattung ist Bryophryne cophites, ehemals Phrynopus cophites. Alle Arten dieser Froschgattung sind im Süden Perus beheimatet.

## Merkmale
Charakteristisch für die Gattung ist ein schmaler Kopf, der nie so breit wie der Körper wird. Sechs der bisher beschriebenen Arten besitzen keine Tympanalmembran, auch die entsprechende Vertiefung (Cavum tympanicum) in den Schädelknochen dieser Region fehlt, ebenso die Columella (Gehörknöchelchen). Die Männchen der meisten Arten haben auch keine Stimmritzen und keine Schallblasen.
Der erste Finger ist kürzer als der zweite, die dritte und fünfte Zehe sind gleich lang. Die Kopf-Rumpf-Länge beträgt bis maximal 29,3 Millimeter, es handelt sich also um sehr kleine Frösche. Ihre Färbung besteht aus verschiedenen Brauntönen.

## Verbreitung und Lebensraum
Die Gattung ist in den Nebelwäldern der peruanischen Andenregion verbreitet. Sie kommt in der Cordillera Oriental in der Provinz Cusco in Höhen zwischen 2900 und 4120 Metern vor. Ab 4000 Metern Seehöhe wird der Nebelwald von der Graslandschaft der Puna abgelöst. Geographisch ist das Verbreitungsgebiet der Gattung Bryophryne von jenem der verwandten Gattung Phrynopus, die ebenfalls in Peru beheimatet ist, durch das tief eingeschnittene Tal des Río Apurímac getrennt.

## Lebensweise
Die Gattung Bryophryne gehört zu der Gruppe der Terrarana, das sind süd- und mittelamerikanische Frösche, die eine direkte Entwicklung an Land ohne ein Kaulquappenstadium im Wasser durchlaufen. Die Entwicklung bis hin zum fertigen Jungfrosch findet innerhalb des Eis statt.

## Arten
Neben der Typusart Bryophryne cophites und der 2007 entdeckten Art Bryophryne bustamantei, die ursprünglich beide zur Gattung Phrynopus gezählt wurden, gibt es neun weitere, in den vergangenen Jahren neu entdeckte Arten, also insgesamt elf Arten.
Stand: 21. Oktober 2024
- Bryophryne abramalagae Lehr & Catenazzi, 2010[2]
- Bryophryne bakersfield Chaparro, Padial, Gutiérrez & De la Riva, 2015[6]
- Bryophryne bustamantei (Chaparro, De la Riva, Padial, Ochoa & Lehr, 2007)[5]
- Bryophryne cophites (Lynch, 1975)
- Bryophryne hanssaueri Lehr & Catenazzi, 2009[3]
- Bryophryne nubilosus Lehr & Catenazzi, 2008[4]
- Bryophryne phuyuhampatu Catenazzi, Ttito, Diaz & Shepack, 2017[7]
- Bryophryne quellokunka De la Riva, Chaparro, Castroviejo-Fisher & Padial, 2017[8]
- Bryophryne tocra De La Riva, Chaparro, Castroviejo-Fisher & Padial, 2017[8]
- Bryophryne wilakunka  De La Riva, Chaparro, Castroviejo-Fisher & Padial, 2017[8]
- Bryophryne zonalis Lehr & Catenazzi, 2009[3]

Bryophryne flammiventris Lehr & Catenazzi, 2010, Bryophryne gymnotis Lehr & Catenazzi, 2009 und Bryophryne mancoinca Mamani, Catenazzi, Ttito & Chaparro, 2017 wurden 2020 als Qosqophryne flammiventris, Qosqophryne gymnotis und Qosqophryne mancoinca in die von Catenazzi, Mamani, Lehr und von May, 2020 neu errichtete Gattung Qosqophryne gestellt.

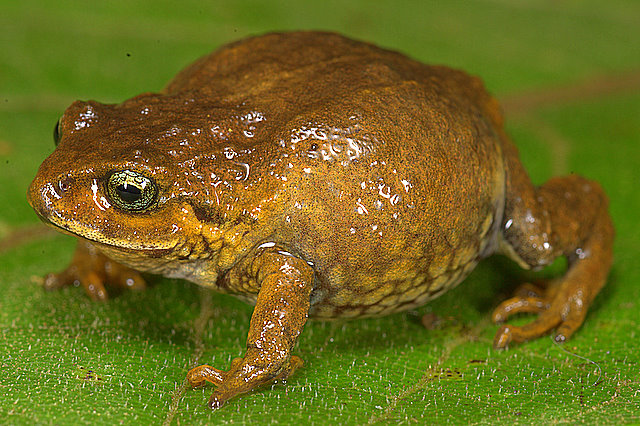
Bryophryne bustamantei
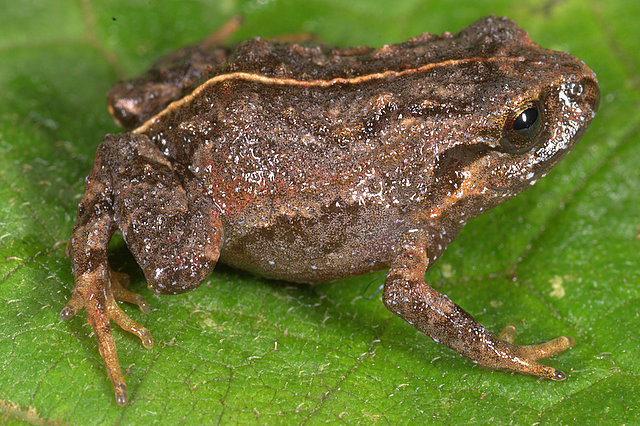
Bryophryne gymnotis
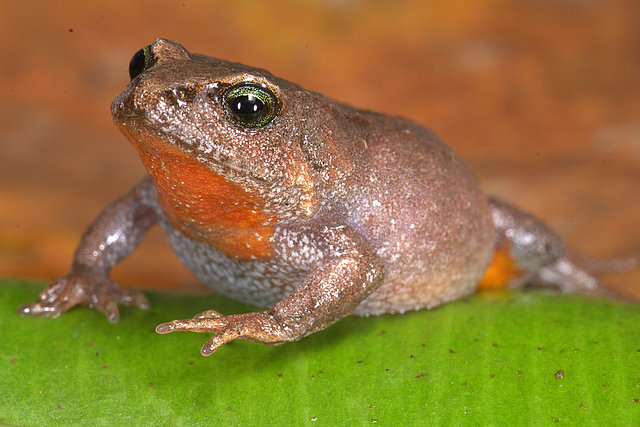
Bryophryne hanssaueri
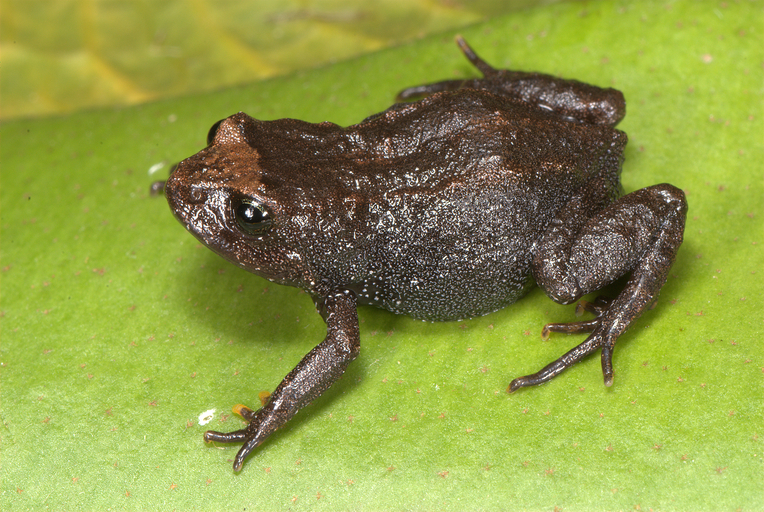
Bryophryne nubilosus
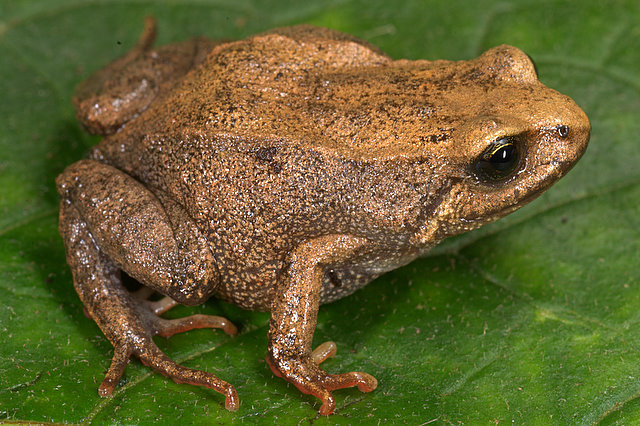
Bryophryne zonalis